# Acta Crystallographica Section D
Acta Crystallographica Section D: Biological Crystallography is een internationaal, aan collegiale toetsing onderworpen wetenschappelijk tijdschrift op het gebied van de biofysica. De naam wordt in literatuurverwijzingen meestal afgekort tot Acta Crystallogr. D.
Het wordt uitgegeven door Wiley-Blackwell namens de International Union of Crystallography en verschijnt maandelijks.
Het eerste nummer verscheen in 1993.